# (5547) Acadiau
(5547) Acadiau – planetoida z pasa głównego asteroid okrążająca Słońce w ciągu 4 lat i 85 dni w średniej odległości 2,62 j.a. Została odkryta 11 czerwca 1980 roku przez Carolyn Shoemaker. Przed nadaniem nazwy planetoida nosiła oznaczenie tymczasowe (5547) 1980 LE1.